# Neoarctus primigenius
Neoarctus primigenius là một loài gấu nước. Nó là loài duy nhất trong chi Neoarctus, là chi duy nhất trong họ Neoarctidae. Chi và loài lần đầu tiên được mô tả và đặt tên bởi Grimaldi de Zio, D'Addabbo Gallo và Morone De Lucia vào năm 1992. Các nhà phân loại học lần đầu tiên đặt chi này trong họ Stygarctidae, nhưng nó đã được chuyển sang một họ riêng vào năm 1998.

## Mô tả
Mẫu định danh cái dài 99 μm và rộng 36 μm.

## Phân bố
Loài này được tìm thấy ở độ sâu 38 mét trên bờ biển phía đông của đảo Sardegna, trong Vịnh Orosei, một phần của Biển Tyrrhenum.